# Sárköz (település)
Sárköz (románul Livada, korábban Șarchiuz) város Romániában Szatmár megyében.

## Földrajz
A település Erdély északkeleti részén fekszik, nem messze az ukrán határtól, a Szamos és a Túr folyó közötti mezőségen, Szatmárnémetitől 21 km-re. A város területét átszeli több nemzetközi országút. Területén ágaznak el Nagybánya (Baia Mare), az Avas (Oaș) és Máramarossziget (Sighetul Marmației) irányába.
Északnyugati irányból: Túrterebes (Turulung), nyugatról Batiz (Botiz), délről Aranyosmeggyes (Medieșul Aurit), Avasújváros (Orașul Nou), északkeletről Kányaháza (Călinești Oaș) határolja.

## Nevének eredete
- Sárköz, ősi birtokosa 1447-ben a Sárközi család. Eredeti örököse Sárközi Mihály, 1539-ben török fogságban hal meg, majd leánya Katalin örökli. A legkiemelkedőbb tulajdonosok között Sárközi János állt, aki maga nagykövet volt a Budai Országgyűlésben, annak idején, amikor Buda várát Hunyadi János vezette.
- Újlak, 1463-ban Wylak néven szerepel, ősi nemzetisége az Ujlaky család. 1490-ben a birtok az Ujlaky Domokosé, 1552-ben Ujlaky Sebestyéné, majd 1610-ben Ujlaky Judité.
- Sárközújlak, mint önálló település a különböző időkben igen változó képet mutatott. Ezt bizonyítja a Suciu Coriolan által kiadott írás is: „Dicționar istoric al localităților din Transilvania” – Bukarest, 1960, mely a következőket tartalmazza: Sárkuz (1270), Saarkewz (1490), Wylak (1331), Sacerdos de Wylak (1632), Wylak (1339), Wylak (1789), Sarwzwylak (1828) és Sárközújlak (1829). Fentiek szerint voltak időszakok, amikor Sárköz és Újlak külön-külön önálló település volt, de voltak periódusok, amikor közös települést alkottak. Tehát a helység örökös nevét a Sárközi János és Újlaki Domonkos családoktól örökölte, melyet napjainkig is megőrzött. Sárközújlaknak olyan természeti adottságai vannak ma is, s voltak a múltban is, ami összekötötte a két települést. Nevüket talán a földbirtok feletti jog választotta el évszázadokon keresztül.
- A jelenlegi román elnevezésének (Livada) semmi köze nincs a múlthoz, hivatalból kapta, az akkori helyi vezetők nem tudtak megegyezni rövidebb kifejezésben, máskülönben igen bonyolult lett volna a lefordítása románra.

## Lakossága
- Első írásos említése 1270-ből származik. 1880-ban 4347 lakosából 3689 magyar, 20 német, 147 szerb, 40 szlovák, 23 román volt.[4]
- 1966-ban az összlakosság 6669, 1977-ben már 7359, tehát 10 év alatt 690-nel gyarapodott.
- Az 1992-es népszámlálás alapján csak 7012, tehát 347 fővel csökkent. Nemzetiségi megoszlása: 4561 magyar, 2190 román, 167 roma, 18 német, 41 ukrán, 1 szerb, 1 sváb, 1 székely stb. Vallási összetétele: 1910 római katolikus, 1908 görögkatolikus, 1143 református, 1943 ortodox, 1 izraelita, 19 Jehova tanúi és mások.
- 2002-ben 7004 lakosából 4221 magyar (60,26%), 2409 román és 317 roma volt.[5]
- 2011-ben 6639 lakosából 4349 magyar (65,5%), 2272 román anyanyelvű. Nemzetiségi megoszlás: 4039 magyar, 2359 román, 215 roma.[6]
- A 17. század végén és a 18. század elején Ung és Ugocsa vármegyékből görögkatolikus rutének telepedtek le, főleg a sárközújlaki falurészre.
- 1796–1799, illetve 1811–1818 között báró Vécsey Miklós 350 római katolikus és 100 görögkatolikus szlovákot telepít le Ung és Zemplén vármegyékből.

## Története
Az első írásos dokumentum 1270-ből maradt ránk. Szövege híven bizonyítja, hogy város lakott hely volt és fontos szerepet játszott a történelemben a legrégibb időktől napjainkig. A dokumentum magyar fordítása így szól: „1270 december előtti hónap 17-én V. István király uralkodásának első évében birtokot adományozott Sárköz, Újváros, Vámfalu, Parlag és Avas, előtte Benedict Ure, aki elhalálozott örökös nélkül, Morocz (Móricz) fiának, Miklósnak adandó szolgálataiért,…,”. „1270-ben V. István király az Úr Benedek magtalan kihalása után rászállta a Sárközi Pók nemzetségbeli Móric fiának Miklósnak adja, alapját vetvén meg a későbbi hatalmas Morocz uradalomnak” – ez utóbbi szöveg egy újabb fordításban jelent meg.
2006-ban kapott városi rangot.

## Oktatás
1621-től már léteznek adatok, melyek bizonyítják, hogy Sárközön és Újlakon szervezett iskolák működtek, az egyház irányításával.
A 18. században az iskolák száma megszaporodott. Ekkor már két református, két római katolikus, két görögkatolikus és egy izraelita (heider) iskola is létezett. Az 1920-as évek vége felé a legtöbb egyházi iskola beszüntette tevékenységét, minálunk elsők között az újlaki iskolák szerepeltek. Az 1924-1925-ös iskolai évben, megkezdte tevékenységét az első román tannyelvű állami iskola, kezdetben két tanítóval, majd később négy tanító közreműködésével.
1932-ben nyitotta meg kapuit az első iskola előtti oktatás, az óvoda, előbb a sárközi, aztán az újlaki részen. A helyi oktatás nagy változáson esett át az 1940-1941-es tanévben, amikor Észak-Erdély visszakerült Magyarországhoz, megszűnt a román nyelvű oktatás, helyébe a magyar nyelvű oktatás lépett.
Az 1945-1946-os tanévben újraindult a központban a román nyelvű közoktatás.
Az 1948-as iskolai év áprilisában megkezdődött tanügyi reform alapján megszüntették a még létező egyházi iskolákat, beolvasztva ezeket az állami oktatásba. Bevezették a kötelező VII, majd a 8 osztályos oktatást.
Az 1969-1970-es iskolai évben a község központjában megnyitotta kapuit a Mezőgazdasági Líceum.
A 2002-2003-as iskolai évben két kihelyezett felsőfokú intézmény is megkezdte működését a környezetvédelem és menedzsment képzésben.

## Látnivalók
- Barokk stílusú Vécsey-kastély (1760)
- Gótikus stílusú református templom (1457)
- Késő barokk stílusú római katolikus templom (18. század)
- Görögkatolikus templom (1816-26)

A Vécsey kastély és parkja az Avas és a Nagybányai út kereszteződésében található. A park területén az utóbbi évtizedekben számos intézmény működött és lakóházak épültek, s így régi hangulatát jórészt elveszítette. A kastélyt Vécsey István tábornok emelte 1760 – 1764 között. A kastélynak eredetileg két emelete volt, de 1823-ban a felső emelet a tűz martalékává vált, s az újraépítés során az épület egyemeletesre zsugorodott. A tetőzeten lévő ereszcsatorna rézből készült, sárkányfej végződéssel, amelyet kígyók tartanak a magasba. A hiedelem szerint ez azért történt, hogy ezek a szörnyek a továbbiakban majd távol tartsák a gonosz szellemeket a kastélytól. Parkja 81 hektáron terült el, de évszázados fái közül mára kevés maradt, az építkezés során sokat kivágtak közülük.
A református templom a Győzelem utcában áll, gótikus stílusban, torony nélkül épült, 1768-ban emelt haranglábja ma is áll, fazsindely borítja tetejét. A templomot magát Báthory Zsuzsanna építette 1457-ben férjének és fiának emlékére, akik a török elleni csatában veszítették életüket. 1752-ben egy vihar során a tetőszerkezet megrongálódott, s csak 1779-ben került új tető a templomra. Általános javítást végeztek rajta később 1859-ben és 1988-1992 között. A templom eredetileg római katolikus volt, de a reformáció idején a hívek áttértek a református vallásra. Szószéke terméskőből készült 1791-ben. A templom belsejének mennyezetén a Báthoryak címere látható.
A római katolikus templom az Avasi út mentén található. Késői barokk stílusban épült, 1799-ben építette báró Vécsey László. 1909-1911 között újabb átépítésre került sor, s befejeződött a torony építése, melynek magassága 33 méter. 1914-ben a templom új Mária-oltárral gazdagodott, 1929-ben új orgonával, egy nagy és kis haranggal gyarapodott. A második világháború idején egy gránát beszakította hátsó falának egy részét, s javításra szorult. 1980-1999 között teljes felújítást nyert az egész templom, a plébániaépülettel együtt. Gránit kerítés vesyi körül, udvarát pedig parkosították.
A görögkatolikus templom ugyancsak a Győzelem utcában található és 1816-1826 között épült. 1829-ben került sor a felszentelésére, amikor elkészült az ikonosztáz is. Két festményt emelhetünk ki a sok közül: Az utolsó vacsora és a Szent Miklós püspököt ábrázoló festményt. 1911-ben általános külső javítást végeztek, s akkor került új tetőzet a toronyra és a templomra. 1991-ben külső vakolatát teljesen megújították, 1998-ban új bekötő utat építettek hozzá. 2002-ben belsőleg is megújult.

## Híres emberek
- Almássy Péter (1885-1959) – római katolikus plébános
- Dr.Ioan Boeriu (1922-1998) – kutatómérnök
- Fodor Kálmán (1929-1980) – festőművész és tanár
- Gabányi István (1822-1893) – földbirtokos
- Lyahovics András (1914-1975) – görögkatolikus címzetes esperes
- Major András (1949-2009) – református lelkipásztor
- Szabó Csongor (1942-1994) – gyógyszerész, dermatológus, gyógynövények szakértője és termelője
- Dr. Telts Róbert (1845-1935) – orvos
- Báró Vécsey Aurél (1783-1857) – kanonok, a Kassai Papnevelde rektora, teológia tanár
- Báró Vécsey Miklós (1789-1854) – Szatmár vármegye főispánja, a budapesti Lánchíd építésének egyik kezdeményezője
- Véghoffer Sándor (1906-1980) – református lelkész